# Публий Петроний (авгур)
Публий Петроний (на латински: Publius Petronius; * 24 пр.н.е.; † 46 г.) e римски сенатор и суфектконсул през 19 г.

## Биография
Публий Петроний е от сенаторската фамилия Петронии. Син е на Публий Петроний Турпилиан (магистър на монетния двор, Vigintisexviri) и внук на префекта на Египет Гай или Публий Петроний. Той е по-голям брат на Гай Петроний (суфектконсул 25 г.).
През 7 г., на 31 години, Публий Петроний е приет в колегията на авгурите. От 1 юли 19 г. той е суфектконсул заедно с Марк Юний Силан Торкват. На двамата е наречен издаденият по това време закон lex Iunia Petronia, който изяснява кой e роб.
От 29 до 35 г. Петроний е 6 пъти проконсул (управител) на провинция Азия. През 36 г. e в колегията за определяне на щетите от пожара в Рим. От 39 до 43 г. е управител на провинция Сирия след Луций Вителий.

## Фамилия
Публий Петроний е женен за Плавция, дъщеря на Авъл Плавций (суфектконсул 1 пр.н.е.) и Вителия. Двамата имат три деца:
- Публий Петроний Турпилиан (консул 61 г.)
- Тит Петроний, суфектконсул 60 (* 14, † 66), писател
- Петрония, съпруга на император Авъл Вителий